# Apollo 11
Apollo 11 este numele primei misiuni în care omul a pășit pe suprafața satelitului natural al Pământului, Luna. Este în același timp și cea de-a cincea misiune cu echipaj uman din Programul Apollo, gestionat de NASA, și a treia care plasează oameni pe orbita lunară.
Lansată pe data de 16 iulie 1969, misiunea era constituită din Neil Alden Armstrong, comandantul misiunii, Michael Collins, pilotul modulului de comandă și Edwin Eugene „Buzz” Aldrin Jr., comandantul modulului lunar. Pe data de 21 iulie, Armstrong și Aldrin au devenit primii oameni care au pășit vreodată pe Lună, în timp ce Collins orbita deasupra lor.
Misiunea a îndeplinit visul președintelui american John F. Kennedy, acela de a trimite un om pe Lună până la sfârșitul anilor 1960, exprimat limpede într-un discurs ținut înaintea unei întruniri a Congresului Statelor Unite pe 25 mai 1961.

## Echipaj

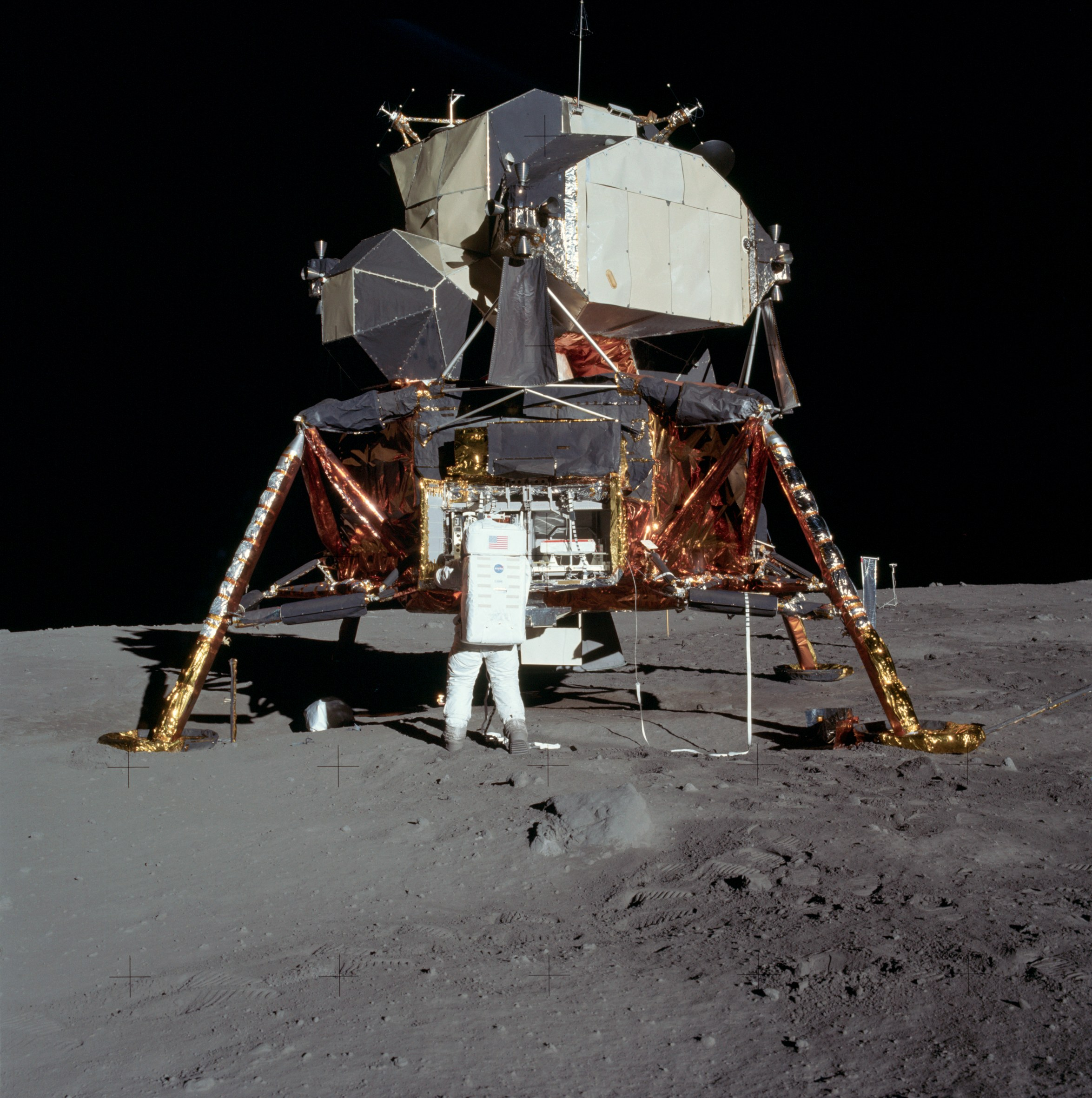
Buzz Aldrin împachetează în modulul lunar Vulturul experimentele făcute pe Lună.

### Echipaj principal
Fiecare din membrii echipajului Apollo 11 a mai avut un zbor în spațiu la activ înainte de această misiune, devenind cel de-al treilea cel mai experimentat echipaj din istoria zborurilor spațiale. Collins era inițial repartizat pe Modulul de Comandă al misiunii Apollo 8, dar a fost schimbat din cauză că a avut nevoie de o operație la spate, fiind înlocuit cu Jim Lovell. După ce Collins a fost apt din punct de vedere medical, el a ocupat locul de pe Apollo 11 care îi era menit lui Lovell, iar aceste a fost mutat în echipajul de rezervă.
- Neil A. Armstrong  - Comandant
- Michael Collins  - Comandantul modulului  pilot
- Edwin E. Aldrin, Jr.  - Pilotul modulului lunar

### Echipaj de rezervă
- James A. Lovell, Jr - Comandant
- William A. Anders - Comandantul modulului de comandă
- Fred W. Haise, Jr - Pilotul modulului lunar

### Echipajul de suport
- Charles Moss Duke, Jr., responsabil comunicații cu capsula (CAPCOM)
- Ronald Evans, CAPCOM
- Owen K. Garriott, CAPCOM
- Don L. Lind, CAPCOM
- Ken Mattingly, CAPCOM
- Bruce McCandless II, CAPCOM
- Harrison Schmitt, CAPCOM
- William Pogue
- Jack Swigert

### Directori de zbor
- Cliff Charlesworth (Echipa verde), lasere și activități extravehiculare
- Gene Kranz (Echipa albă), aselenizare
- Glynn Lunney (Echipa neagră), ascensiune

## Denumiri
Modulul lunar a fost denumit Vulturul, în cinstea păsării simbol – național al Statelor Unite ale Americii, Vulturul cu cap alb,  devenind și o parte proeminentă pe insigna misiunii. Modulul de comandă a fost botezat Columbia, personificarea feminină a Statelor Unite în cântece și poezie. În timpul misiunilor primordiale, numele Snowcome și Haystack au fost folosite, dar în cele din urmă au fost schimbate.

## Etapele misiunii

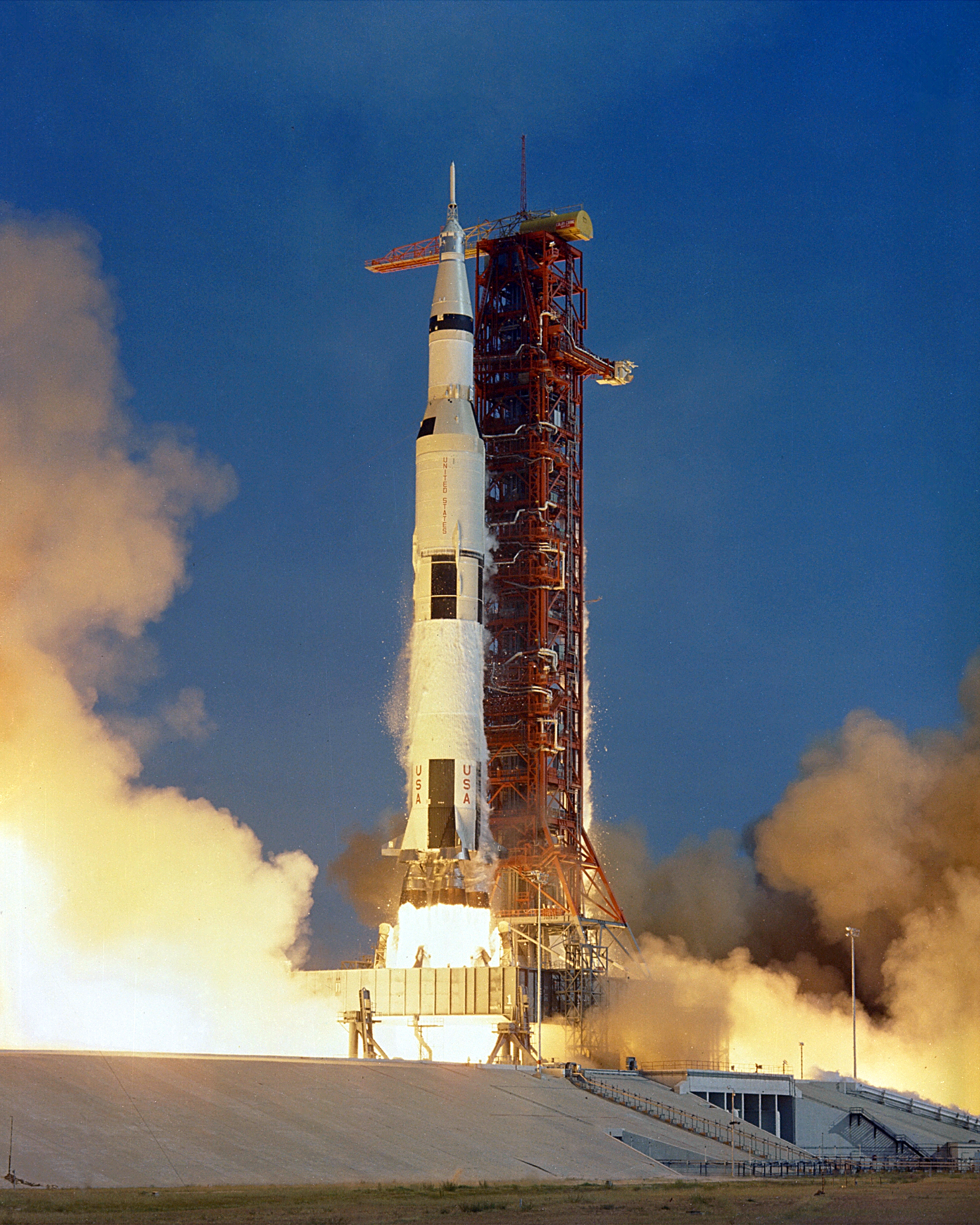
Lansarea misiunii Apollo 11

### Lansarea și plasarea pe orbita lunară

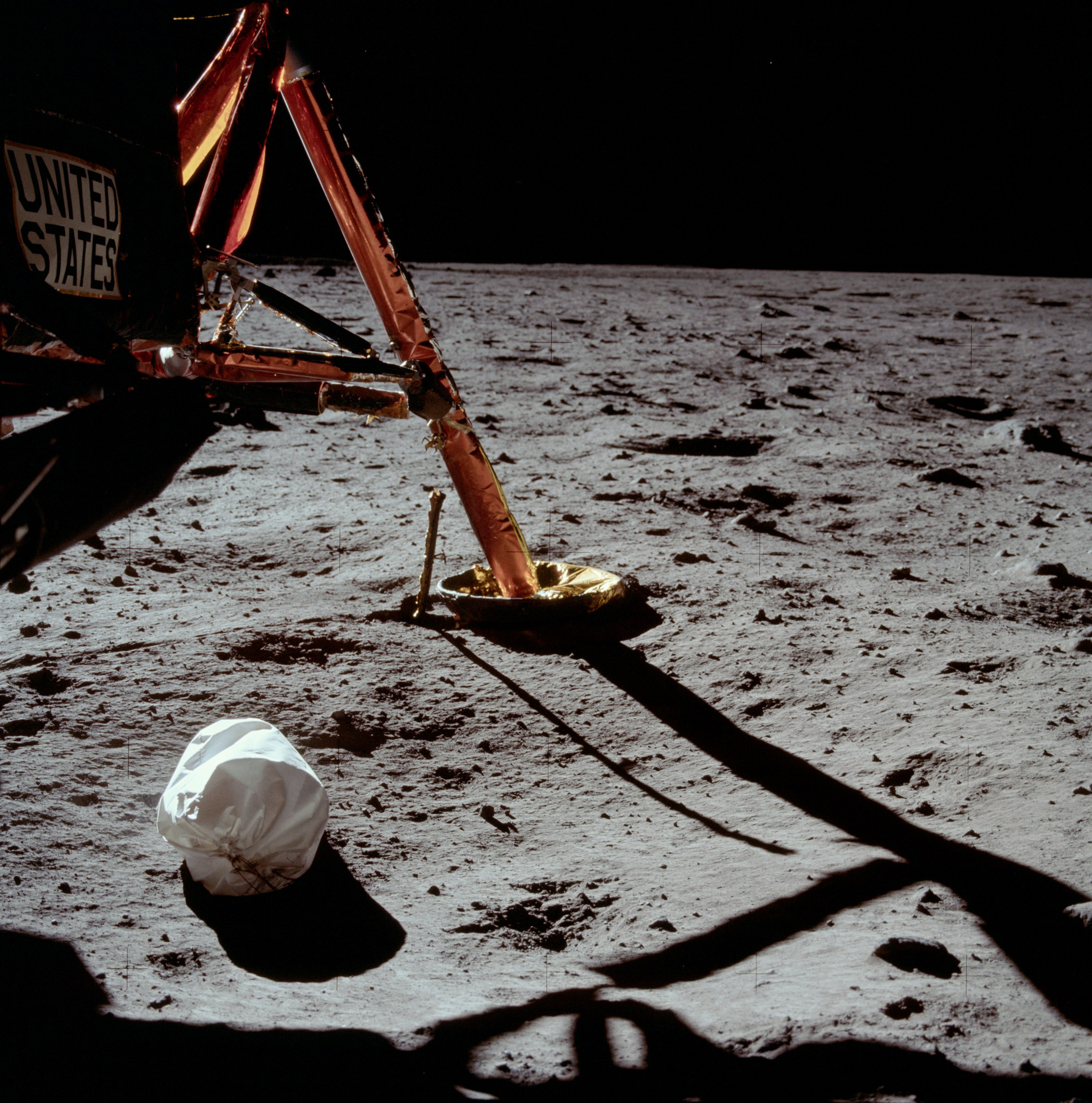
Prima fotografie, luată de Neil Armstrong pe Luna.

Față de miile de persoane care au ținut să asiste la lansarea misiunii Apollo 11, alte milioane au privit acest eveniment în fața micilor ecrane, alături de șeful NASA pentru relații publice, Jack King, care a comentat imaginile. Președintele SUA, Richard Nixon a urmărit procedurile de lansare din Biroul Oval al Casei Albe.
O rachetă Saturn V a fost lansată de la Centru Spațial Kennedy pe 16 iulie 1969, ora 13:32 TU (9:32 a.m. timp local SUA, 16:32 TLR). Racheta a intrat pe orbită 12 minute mai târziu. După ce a parcurs o dată și jumătate orbita Pământului, motorul S-IVB „a împins” echipajul spre adâncul spațiului, naveta fiind plasată pe traiectoria spre Lună. Peste încă 30 de minute, modulul de comandă/serviciu s-a despărțit de ultimele elemente ale rachetei Saturn V, păstrând în componența sa modulul lunar (ML).
Pe 19 iulie, Apollo 11 a trecut pentru prima dată prin spatele Lunii, intrând pe orbita lunară. Au urmat 30 de orbitări, timp în care echipajul a văzut locul de aselenizare, în sudul Mării Liniștii (Mare Tranquillitatis), la aproximativ 20 kilometri sud-vest față de craterul Sabine D (0.67408N, 23.47297E). Locul de aselenizare a fost caracterizat drept relativ plat și neted în urma misiunilor Ranger 8 și Suerveyor 5 dar și cu ajutorul lui Lunar Orbiter, un satelit menit să cartografieze suprafața lunară în vederea stabilirii viitoarelor locuri de aselenizare din programul Apollo.

### Aselenizarea
Pe 20 iulie 1969, modulul lunar (ML) Eagle (Vulturul) s-a separat de modulul de comandă Columbia. Collins, aflat singur la bordul Columbiei, a inspectat Vulturul, care a efectuat o piruetă, ca să se asigure că aparatul nu a fost afectat în timpul călătoriei.
În timpul coborârii, Armstrong și Aldrin au observat că traversau punctele de reper cu 4 secunde mai repede decât era programat și au transmis că sunt long (aici, cu sensul că sunt departe): lucru ce însemna că vor aseleniza la o distanță de câțiva kilometri de locul unde ar fi trebuit să aselenizeze.
Cinci minute după ce coborârea a început, la o distanță de circa 1.830 de m (6.000 de picioare termen real utilizat) deasupra Lunii, Computerul pentru navigare și ghidare al modulului lunar a atras atenția echipajului cu primele alarme de tip 1202 și 1201, neașteptate, dintr-o serie mai mare . La Centrul de Control al Misiunii din Houston, Texas, inginerul informatician Jack Garman i-a spus controlorului de zbor Steve Bales ca totul e în siguranță pentru a continua coborârea și acest mesaj a fost transmis echipajului. Alarmele programului indicau „supraîncărcare în execuție”, ceea ce însemna că sistemul nu era capabil să execute toate sarcinile în timp real și că trebuia să le amâne.
S-a stabilit că erorile erau determinate de activarea radarului de întâlnire, ceea ce a obligat computerul să analizeze date simultan de la acest radar și de la radarul de aselenizare. Pentru aselenizare, radarul de întâlnire nu era util dar dacă ar fi fost necesară anularea de urgență a aselenizării, acesta devenea important și a fost pornit pentru a fi gata de utilizare.
La un moment dat, Armstrong s-a uitat afară și a văzut că punctul de aselenizare vizat de computer era de fapt o zonă acoperită cu bolovani, la nord – est de un crater cu diametrul de 91 de metri (mai târziu s-a stabilit că era vorba de „Craterul de Vest”, numit așa deoarece era situat în partea vestică a sitului inițial de aselenizare) așa că a preluat controlul semi – automat al coborârii și, cu ajutorul lui Aldrin, care îi dicta informații despre altitudine și viteză, a aselenizat pe 20 iulie 1969, ora 20:17 TU (23:17 TLR), când mai aveau aproximativ 25 de secunde până ar fi rămas fără combustibilul necesar pentru o abandonare a aselenizării. Analiza după misiune a datelor a arătat ca perioada reală fusese de aproximativ 50 de secunde.
Apollo 11 a aselenizat cu mai puțin combustibil la bord decât celelalte misiuni, astronauții confruntându-se cu o avertizare prematură privind cantitatea mimimă de combustibil. S-a descoperit ulterior că această alarmă fusese provocată de o vâscozitate prea mare a combustibilului, ceea ce a dus la activarea unui senzor pentru combustibil. În misiunile ce au urmat, au fost luate măsurile pentru a preveni acest fenomen.
Pe tot parcursul coborârii, Aldrin i-a comunicat datele necesare navigării lui Armstrong, care pilota Modulul Lunar. Cu câteva momente înainte de aselenizare, un beculeț l-a informat pe Aldrin că cel puțin unul din cei patru senzori, lungi de circa 170 cm și care atârnau de picioarele Vulturului, a atins suprafața lunară, strigând Contact light! Conform instrucțiunilor, Armstrong ar fi trebuit să oprească motorul dar acesta a uitat. Trei secunde mai târziu, Vulturul a aselenizat, iar Armstrong l-a oprit în sfârșit.
După verificările finale ale operației de aselenizare, Armstrong i-a transmis lui Charles Duke (CAPCOM - responsabil cu comunicația dintre Pământ și capsulă): „Houston, Tranquility Base here. The Eagle has landed” . Mesajul era diferit de cel convenit, întrucât a schimbat numele Eagle cu Tranquility Base. Dar acest detaliu i-a făcut pe toți să înțeleagă că aselenizarea a fost fară probleme și au răspuns „Roger, Twan– Tranquility, we copy you on the ground. You got a bunch of guys about to turn blue. We're breathing again. Thanks a lot” (Am recepționat. Ați făcut niște tipi aproape să moară de sufocare. Putem respira din nou. Mulțumim). 
Au urmat primele cuvinte din seria faimoasă a lui Armstrong, „The Eagle has landed” (Vulturul a aselenizat). Au urmat câteva momente de tăcere.
La două ore după aselenizare, înainte de a începe pregătirile pentru activitățile de pe solul selenar (extravehiculare), Aldrin a transmis câteva cuvinte, îndemnând la contemplarea ultimelor ore, ce reprezintă ele și cum s-a ajuns să aibă loc, mulțumindu-le tuturor celor care au făcut posibil acest eveniment.
A făcut apoi euharistia retras. La acea dată NASA lupta în instanțe împotriva unui set de legi aduse de ateista Madalyn Murray O'Hair (care a obiectat asupra faptului că membrii echipajului misiunii Apollo 8 au citit din Geneză) prin care se înfrâna orice activitate religioasă în spațiu. De aceea, Aldrin a făcut acest lucru pe ascuns, și a mascat în discursul său referirea la Divinitate. A păstrat acest plan secret (nici măcar soția nu a fost informată de către el) și nu a fost făcut public câțiva ani. Buzz Aldrin era membru al Bisericii Presbitariene Webster, din Webster, Texas, Statele Unite. Setul pentru euharistie a fost pregătit de reverendul Dean Woodruff, pastorul bisericii pe care o frecventa. Aldrin a povestit despre acestea în ediția din octombrie 1970, în paginile revistei Guidepost și în cartea sa „Return to Earth” (Reîntoarcerea pe Pământ). Biserica Presbitariană din Webster comemorează în cea mai apropiată duminică de 20 iulie, anual, acest eveniment.
Programul misiunii prevedea ca astronauții să aibă parte de un program de somn, lung de cinci ore, deoarece ei au fost solicitați încă de dimineața devreme în acea zi. Totuși, ei au decis să treacă peste această perioadă și să înceapă pregătirile pentru ieșirea extravehiculară (EVA) mai devreme, crezând că nu vor fi în stare să doarmă.
Luna 15 a fost o încercare de ultim moment venită din partea Uniunii Sovietice pentru a fura din prestigiul public al misiunii Apollo 11, dorindu-se a fi prima misiune care să returneze sol selenar pe Pământ. Totuși, după 52 de orbitări ale Lunii și variații mari privind înclinarea și altitudinea satelitului, acesta s-a prăbușit pe suprafața lunară în data de 21 iulie 1969. Misiunea a fost totuși importantă pentru că a furnizat una din primele circumstanțe ale unei colaborări sovieto–americane, inginerii sovietici lansând Luna 15 pe un plan diferit de cel al lui Apollo 11, pentru a evita o posibilă coliziune.

### Activități pe suprafața lunară
Astronauții au gândit plasarea echipamentului științific Apollo și înfigerea steagului S.U.A. în solul selenar, uitându-se la situl de aselenizare prin geamurile triunghiulare ale Vulturului, prin care aveau o viziune de 60 grade asupra câmpului. Pregătirile au durat mai mult decât cele două ore preconizate, Armstrong având inițial probleme cu închiderea sistemului portabil de menținere a vieții (PLSS). Conform veteranului John Young, participant și el la o expediție pe lună în cadrul misiunii Apollo 16, reproiectarea modulului lunar pentru a permite cu o mai mare ușurință intrarea cu PLSS nu a mai fost executată, așadar rata bătăilor inimii astronauților din timpul programului Apollo a fost cea mai mare în timpul ieșirilor și intrărilor din ML. În data de luni, 21 iulie, ora 02:39 TU (05:39 TLR), 1969, Armstrong a deschis trapa, iar la 02:51 TU a început coborârea sa pe suprafața Lunii. Nu a putut observa suprafața de sub picioarele sale din cauza un dispozitiv aflat pe pieptul său.  A urmat apoi o coborâre pe o scară lungă de nouă trepte, Armstrong acționând un inel metalic pentru a desfășura echipamentul modular împachetat (MESA) și pentru a activa camera TV pe cealaltă parte a Vulturului, ca mai apoi, la ora 02:56 TU (05:56 TLR) să pună piciorul său stâng pe suprafața lunară. Prima aselenizare a fost surprinsă de un sistem de televiziune slow – scan, incompatibil cu televiziunile comerciale, astfel imaginile au fost preluate de un monitor special, iar apoi au fost filmate de o cameră TV convențională, reducând semnificativ din calitatea imaginilor. Semnalul era primit la Goldstone, SUA, dar și la Honeysuckle Creek Tracking Station, din Australia. În ciuda unor dificultăți de ordin tehnic și a celor cauzate de vremea nefavorabilă, imaginile rudimentare alb – negre au fost transmise pentru cel puțin 600 de milioane de telespectatori. Deși copii ale acestui film au fost salvate și sunt ușor accesibile, înregistrările originale slow – scan au fost distruse accidental în timpul unei proceduri de rutină, copierea pe altă bandă magnetică. S-au găsit ulterior copii ale materialului în Perth, Australia, o altă locație unde s-au recepționat aceste imagini de pe Lună.
După ce a caracterizat praful de pe suprafața lunară ca fiind aproape ca și pudra, Armstrong a pășit pe Lună, devenind primul pământean ce a pus piciorul într-o altă lume. A urmat imediat celebra frază, care ar putea caracteriza întreaga misiune Apollo 11, „Un  pas mic pentru [un] om, un salt uriaș pentru omenire.”, spusă la aproape șase ore și jumătate după ce a aselenizat. Aldrin i se alătură mai apoi.
Armstrong a spus despre mișcarea în câmpul gravitațional al Lunii, de șase ori mai slab ca al Pământului, că era mult mai ușoară ca la simulări, neconstituind nicio problemă o plimbare prin acele împrejurimi.
Îndeplinită misiunea „impusă” de președintele american John F. Kennedy, cea de a trimite un om pe Lună la sfârșitul anilor `60, Apollo 11 reprezenta și un test pentru Programul Apollo. Ca urmare, Armstrong a făcut poze cu ML, pentru ca inginerii de la sol să observe ce se întâmplă în urma aselenizării. Apoi a luat mostre de sol. A luat camera TV amplasată pe MESA, făcând o panoramare, și a montat-o pe un trepied situat la 12 metri distanță de ML. Cablul TV a rămas parțial încolăcit, prezentând pericol în unele situații în tot restul timpului ieșirii extravehiculare.
Aldrin l-a urmat și a început să testeze diverse modalități de a merge, unele foarte amuzante cum ar fi săriturile de cangur. Sistemul portabil de menținere a vieții a creat tendința astronauților de a se mișca în spate, dar niciun astronaut nu a avut probleme cu menținerea echilibrului. Săritura a devenit mijlocul de deplasare preferat de astronauți. Aceștia au relatat ulterior că trebuiau să își planifice mișcările cu șase sau chiar șapte pași înainte, lucru datorat solului instabil. Un alt lucru pe care l-au constatat astronauții, aici fiind cazul lui Aldrin a fost că diferența de temperatură la soare, față de cea de la umbra oferită de Vultur este insesizabilă în costum, ci doar la nivelul caschetei, lucru care l-a făcut să simtă răcoare la umbră.
După ce astronauții americani au înfipt steagul SUA în solul lunar, au avut o discuție cu președintele Richard Nixon printr-un telefon radio – transmițător, convorbire caracterizată de Nixon ca „cea mai importantă convorvire telefonică făcută din Casa Albă.” Inițial, Nixon avea pregătit un discurs lung, pe care să îl citească în timpul convorbirii telefonice, dar Frank Borman, responsabilul NASA atașat la Casa Albă în timpul misiunii Apollo 11, a reușit să îl convingă să fie scurt și concis, din respect pentru Kennedy, considerat autorul moral al aselenizării.
A urmat montarea echipamentului științific Apollo, care includea un seismograf pasiv și un laser retroreflector de mare distanță. Apoi Armstrong a săltat aproximativ 120 metri depărtare de ML pentru a face poze de pe marginea Craterului de Est, în timp ce Aldrin a colectat mostre, folosind un ciocan geologic, fiind prima și ultima folosire a ciocanului în timpul misiunii Apollo 11. Multe din activitățile extravehiculare au durat mai mult decât se preconiza, așa că au trebuit să renunțe la jumătatea activității de recoltare a rocilor, căruia i-au fost alocate 34 de minute.
În timpul acestei perioade, Centrul de control al misiunii a folosit o frază codată pentru a-l anunța pe Armstrong că valorile sale metabolice sunt mari și că ar trebui să se relaxeze. Acest lucru se datora repeziciunii cu care se mișca de la o sarcină la altă, presat de timpul tot mai puțin. Totuși, valorile metabolice au rămas la parametri normali în continuare, lucru care a înlesnit prelungirea de către Centrul de control al misiunii cu încă 15 minute a activităților.

### Ascensiunea lunară și întoarcerea
Aldrin a intrat în Vultur primul. Cu mici dificultăți, astronauții au ridicat filmele și două cutii conținând mostre, cu o greutate de 21,55 kg de material de pe suprafața lunară, utilizând un cablu cu troliu. Armstrong i-a reamintit lui Aldrin de săculețul cu obiecte personale din buzunarul său, care a fost aruncat. Apoi a urcat și Armstrong în modulul lunar. După ce au trecut pe modul care permitea întreținerea vieții pe modulul lunar (ML), astronauții au aruncat din modul echipamentele, sistemul de întreținere al vieții, pantofii utilizați pe suprafața lunară, o cameră Hasselblad și altele pentru a micșora masa de decolare. Apoi au represurizat modulul lunar și au trecut la programul de somn.
În timp ce se mișca prin cabină, Aldrin a rupt din greșeală întrerupătorul automat, lucru care a stârnit ceva îngrijorare la centrul de comandă a misiunii, deoarece se putea ca motorul, care era conectat la acel întrerupător să nu mai pornească, lăsându-i pe astronauți pe Lună. Din fericire, un marker a fost suficient pentru a reactiva întrerupătorul. Dacă această soluție nu funcționa, circuitele ML puteau fi reconfigurate pentru a permite pornirea motoarelor și deci ascensiunea.
După aproximativ șapte ore de odihnă, exploratorii au fost treziți de Houston pentru a pregăti procedurile de reîntoarcere. Două ore și jumătate mai târziu, la ora 17:54 TU (20:54 TLR), a început ascensiunea, cu scopul de a se reîntâlni cu pilotul modulului de comandă Columbia, Michael Collins, aflat în continuare pe orbita lunară.
După mai mult de 2½ ore petrecute pe suprafața lunară, astronauții au lăsat în urmă instrumente științifice precum retroreflectorul utilizat pentru experimentul de măsurare a distanței Lună – Pământ cu ajutorul laserului, dar și un seismograf pasiv pentru a măsura cutremurele de pe Lună. Au lăsat de asemenea un steag american, o insignă a misiunii Apollo 1 și o placă, montată pe o porțiune a ML care a rămas pe Lună, și pe care erau două desene ale Pământului (reprezentând emisfera vestică și cea estică) precum și o inscripție, dar și semnăturile astronauților și a președintelui Richard Nixon. Inscripția era „Here Men From The Planet Earth First Set Foot Upon the Moon, July 1969 A.D. We Came in Peace For All Mankind.” (Aici Omul De Pe Planeta Pământ A Pus Pentru Prima Dată Piciorul pe Lună, Iulie, 1969, d.Hr. Venim Cu Gânduri Pașnice în Numele Omenirii.). Au mai lăsat și un săculeț conținând o replică din aur a unei ramuri de măslin ca și simbol tradițional al păcii, dar și un disc de silicon conținând mai multe mesaje. Acesta conținea mesaje de bunăvoință din partea președinților americani Eisenhower, Kennedy, Johnson și Nixon alături cele ale altor 73 de lideri de stat, inclusiv România prin vocea președintelui Consiliului de Stat al R.S. România, Nicolae Ceaușescu.
Acel disc mai conținea și liste cu liderii Congresului american, o listă cu membrii Congresului american care au dat legi și norme privind activitatea NASA, dar și o listă cu managerii NASA. În cartea sa din 1989, Aldrin menționează că printre obiectele trimise au fost și medalii sovietice care comemorau cosmonauții Vladimir Komarov și Iuri Gagarin.